# Mandino Reinhardt
Mandino Reinhardt (* 10. April 1956) ist ein französischer Jazzmusiker (Gitarre, Komposition) und seit vielen Jahren eine Schlüsselfigur im Gypsy-Jazz.
Reinhardt stammt aus einer Musikerfamilie mit einer Manouche-Tradition und ist in Strasbourg aufgewachsen. Anfang der 1980er Jahre gründete er die Sweet Chorus Formation, in der sein Bruder Sony Reinhardt und Patrick Andresz an Rhythmusgitarren, Jean-Pierre Demas am Kontrabass, Pierre Zeidler an der Klarinette, Marcel Loeffler am Akkordeon und Ghislain Muller am Vibraphon auftraten. Zwei Alben entstanden 1984 und 1986. In der Band Note Manouche, die während der 1990er Jahre bestand, nahm er zwei Alben mit Marcel Loeffler und Tchavolo Schmitt auf.
Im Jahr 2002 verantwortete er mit Tchavolo Schmitt einen Großteil von Tony Gatlifs Soundtrack zum Film Swing, in dem er als Schauspieler entdeckt wurde. 2004 entstand das Album Digo o divès mit dem Geiger Costel Nitescu, dem 2008 Le Swing du Luthier folgte.
Reinhardt leitete erfolgreich die Musikschule der Association pour la promotion des populations d’origine nomade d’Alsace, bis altersbedingt im Jahr 2018 Dino Mehrstein von ihm die Leitung des Unterrichts im Espace culturel Django Reinhardt in Strasbourg übernahm.